# Topologija drevesa
Topologija drevesa je sestavljena mrežna arhitektura. Njena gradnika sta topologija drevesa ter topologija zvezde. 

## Prednosti
- Hiter dostop do vozlov znotraj posamezne zvezde
- Večina današnje omrežne strojne opreme dovoljuje takšno topologijo
- V primeru izpada vodila posamezno zvezdno omrežje deluje nespremenjeno.

## Slabosti
- Velikost mreže je omejeno z dolžino vodila
- Pri odpovedi vodila je povezava med segmenti (zvezdami) obroča onemogočena
- Zahtevno za namestitev, razširitev in nadgradnjo

## Glej Tudi
- Topologija vodila
- Topologija obroča